# Neutrino muon
Neutrino muon là một hạt cơ bản có ký hiệu (ν
μ) và điện tích bằng không. Cùng với muon, nó tạo thành thế hệ thứ hai của lepton, do đó có tên là neutrino muon. Nó được phát hiện vào năm 1962 bởi Leon Lederman, Melvin Schwartz và Jack Steinberger. Khám phá này đã được trao giải Nobel Vật lý năm 1988.

## Phát hiện
Muon neutrino hay "neutretto" được một số nhà vật lý đưa ra giả thuyết là tồn tại trong những năm 1940. Bài báo đầu tiên về nó có thể là lý thuyết hai meson của Shoichi Sakata và Takesi Inoue năm 1942, cũng liên quan đến hai neutrino. Năm 1962, Leon M. Lederman, Melvin Schwartz và Jack Steinberger đã chứng minh sự tồn tại của hạt muon neutrino trong một thí nghiệm tại Phòng thí nghiệm Quốc gia Brookhaven. Điều này đã mang lại cho họ giải thưởng Nobel năm 1988.

## Tốc độ
Vào tháng 9 năm 2011, các nhà nghiên cứu OPERA báo cáo rằng hạt muon neutrino dường như đang di chuyển với tốc độ nhanh hơn tốc độ ánh sáng. Kết quả này đã được xác nhận một lần nữa trong một thí nghiệm thứ hai vào tháng 11 năm 2011. Những kết quả này đã bị cộng đồng khoa học nói chung xem một cách hoài nghi, và nhiều thí nghiệm điều tra hiện tượng hơn. Vào tháng 3 năm 2012, nhóm ICARUS đã công bố kết quả mâu thuẫn trực tiếp với kết quả của OPERA.
Sau đó, vào tháng 7 năm 2012, sự lan truyền siêu sáng bất thường của neutrino được bắt nguồn từ một phần tử bị lỗi của hệ thống thời gian sợi quang ở Gran-Sasso. Sau khi nó được sửa chữa, các neutrino dường như di chuyển với tốc độ ánh sáng trong phạm vi sai số của thí nghiệm.